# التداخل في الأغشية الرقيقة
التداخل الضوئي في الاغشيه الرقيقه  (بالإنجليزية: Thin-film interference)‏ أن من الممكن أن يتقاطع شعاعان ضوئيان بدون أن يسبب إحداهما أي تغير أو تحوير في الآخر بعد أن يعبرا منطقة التقاطع، بهذا المعنى يقال أن الشعاعين لايتداخل إحداهما مع الآخر.
ومع كل ذلك يجب علينا أن نتوقع أن السعة المحصلة والشدة المحصلة في منطقة التقاطع، حيث يؤثر كلا الشعاعين في نفس الوقت، قد تختلف كثيرأً عن مجموع مساهمتي الشعاعين إذا كانا يعملان كل على حدة.
هذا التحوير في الشدة نتيجة لتراكيب حزمتين ضوئيتين أو أكثر يسمى التداخل.

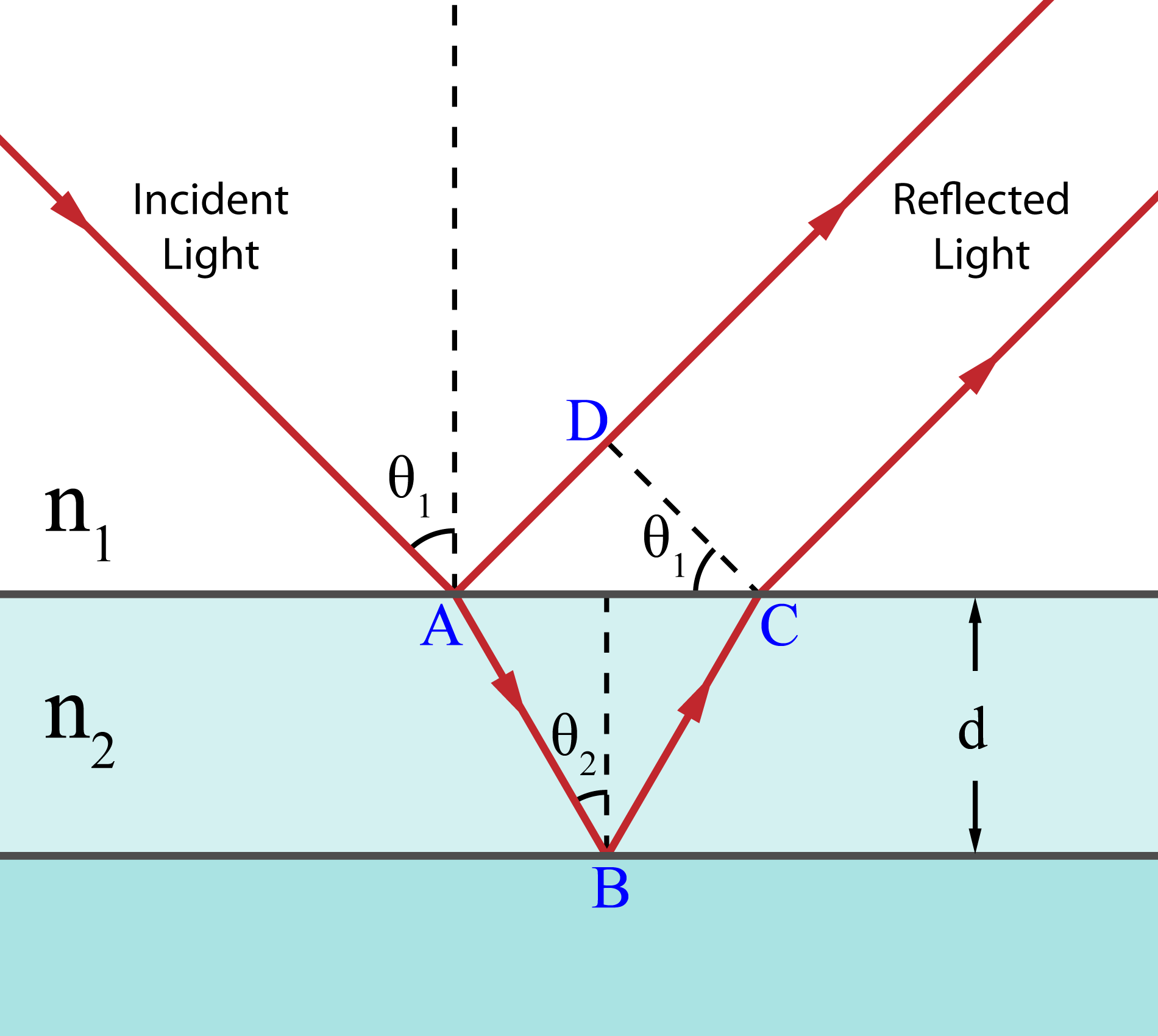
مظاهرة للفرق طول مسار بصري للضوء المنعكس من الحدود العليا والسفلى من طبقة رقيقة.

- إذا كانت الشدة المحصلة صفرا أو اقل عموماً مما نتوقعه نتيجة الشدتين المنفصلتين فان التداخل يسمى التداخل الهدام .
- أما إذا كانت الشدة المحصلة أكبر من مجموع الشدتين المنفصلتين فان هذا يسمى بالتداخل البناء .

هذه الظاهرة صعبة الملاحظة إلى حد بعيد حتى ولو كانت في ابسط مظاهرها نظراً لقصر الطول الموجي للضوء، لهذا لم تفهم هذه الظاهرة بهذا المعنى قبل عام 1800 حيث كانت النظرية الجسمية للضوء هي السائدة .
وقد كان توماس يوبخ أول من نجح في تفسير التداخل الضوئي واثبات الطبيعة الموجية .
ولكن لكي نستطيع فهم تجربته الرائدة التي أجراها في عام 1801 يجب علينا أولا أن ندرس تطبيق مبدأ هام ينطبق على أي نوع من حركات الموجية على الضوء.

## وصلات خارجية
1. ↑  "معلومات عن التداخل في الأغشية الرقيقة على موقع britannica.com". britannica.com. مؤرشف من الأصل في 2015-09-21.